# نیک هگارتی
نیک هگارتی (انگلیسی: Nick Hegarty؛ زادهٔ ۲۵ ژوئن ۱۹۸۶) بازیکن فوتبال اهل بریتانیا است.
از باشگاه‌هایی که در آن بازی کرده است می‌توان به باشگاه فوتبال ویتبای تاون، باشگاه فوتبال منزفیلد تاون، باشگاه فوتبال سنت میرن، باشگاه فوتبال گریمزبی تاون، و باشگاه فوتبال یورک سیتی اشاره کرد.